# 오시미즈 신호장
오시미즈 신호장(일본어: 大清水信号場)은 일본 아키타현 가타가미시에 위치한 동일본 여객철도 오우 본선의 신호장이다.

## 구조
오이와케역 보다 오쿠보역 방향으로 약 3.2km에 있는 2개 선로의 신호장이다. 
 본선 · 부본선과 함께 양 방향에 출발신호기를 붙인 교착 구조로 되어 있다. 
 비교적 역 간 거리가 짧았던 것이나 운전 대수가 감소 경향에 있는 것으로, 선 구간의 슬림화 관점으로부터 폐지되었다.

## 역사
- 1964년 9월 28일 : 개업.
- 2013년 9월 27일 : 폐지.

## 인접 역
| 동일본 여객철도 오우 본선 | 동일본 여객철도 오우 본선 | 동일본 여객철도 오우 본선 |
| ------------------------- | ------------------------- | ------------------------- |
| 오이와케 신조 방면        | ■ 오우 본선               | 오쿠보 아오모리 방면      |